# 涂爾幹研究
《涂爾幹研究》（Durkheimian Studies）是一份1995年起出版的英國社會學學術期刊，由英國涂爾幹研究中心（British Centre for Durkheimian Studies）發行、Berghahn Books出版，現任主編是社會學家華特·米勒（W. Watts Millerr）。該期刊收錄與研究艾彌爾·涂爾幹著作，或運用涂爾幹學說於社會科學、宗教與哲學領域的論文。

## 外部連結
- 《涂爾幹研究》在出版社官網上的介紹 （页面存档备份，存于） （英文）